# (528219) 2008 KV42
2008 KV42 (apodado Drac) es el primer objeto transneptuniano (TNO) descubierto con una órbita retrógrada. Su inclinación orbital de 104° y su movimiento retrógrado sugieren que es el eslabón perdido entre los cometas de tipo Halley y su fuente en el interior de la Nube de Oort, proporcionando de esta manera un entendimiento avanzado de la evolución del sistema solar exterior. El objeto tiene una anchura de no más de 90 km y una órbita con un semieje mayor de 45,462 UA con lo cual le toma un poco más de 306 años terrestres para completar una órbita alrededor del Sol.
El descubrimiento del objeto se anunció el 16 de julio de 2008 por la Investigación Francocanadiense de la Eclíptica cuyo equipo estaba dirigido por Brett Gladman en ese momento. Un nombre oficial todavía no ha sido escogido por la Unión Astronómica Internacional (IAU) porque el objeto no había sido numerado. El equipo de descubrimiento lo apodó 2008 KV42 "Drac" por el personaje del Conde Drácula, quien podía caminar por las paredes, ya que el planeta presenta una muy anormal inclinación orbital.

## Descubrimiento y nombramiento
El descubrimiento del objeto se anunció el 16 de julio de 2008 por la Investigación Francocanadiense de la Eclíptica liderado por Brett Gladman de la Universidad de Columbia Británica. El anuncio se hizo durante la Reunión "Asteroides, Cometas y Meteoros" realizada en Baltimore, Maryland, y también con una emisión de las "Circulares Electrónicas Sobre Planetas Menores en el mismo día y un anuncio de la Oficina Central de Telegramas Astronómicos el 18 de julio. El descubrimiento se realizó utilizando las imágenes obtenidas el 31 de mayo en el Observatorio Canada, Francia, Hawái y su telescopio de 3,5 m, seguido por observaciones corroboradas el 8 de julio del Observatorio Whipple y del Observatorio Interamericano del Cerro Tololo.
El equipo de descubrimiento apodó 2008 KV42 Drac debido a su inclinación alta en referencia al avión orbital qué se parece a la capacidad de andar de Conde Drácula en paredes.

## Órbita
2008 KV42 KV42 es el primer trans-Neptunian objeto (TNO) con una órbita retrógrada en ser descubierta. Con un semieje mayor de 46±5 AU, esté descubierto mientras en una distancia de 32 AU y tiene un perihelio en aproximadamente la distancia de Urano.
Los objetos inclinación de 104 grados hace su casi perpendicular a la eclíptica, y es, cuando de julio de 2014, uno de único cinco objetos sabidos de tener inclinación (i) > 60° y perihelion (q) > 15 AU.[nb 1]
Su órbita inusual sugiere que 2008 KV42 KV42 puede haber sido perturbado hacia adentro de su fuente, más probablemente en el interior Oort nube, por un alboroto gravitacional desconocido. Su descubrimiento puede revelar las regiones de fuente para Halley-cometas de tipo qué también tener una órbita retrógrada, pero su origen queda desconocido. 2008 KV42 KV42 él está creído para ser en una etapa intermedia hacia devenir un cometa, por ello ayudando a más allá explicar la formación y evolución del Sistema Solar exterior.
| Las grandes órbitas inclinadas de 2008 KV42 y 2011 KT19 en el Sistema Solar |

### Planeta Nueve
2008 KV42 puede incluso proporcionar evidencia del Planeta Nueve. El mecanismo de Kozai dentro de las resonancias orbitales con el Planeta Nueve puede causar un intercambio periódico entre su inclinación y su excentricidad. Cuando los centauros perpendiculares alargados se acercan demasiado a un planeta gigante, se crean órbitas como la de 2008 KV42.